# Sender Warszewo

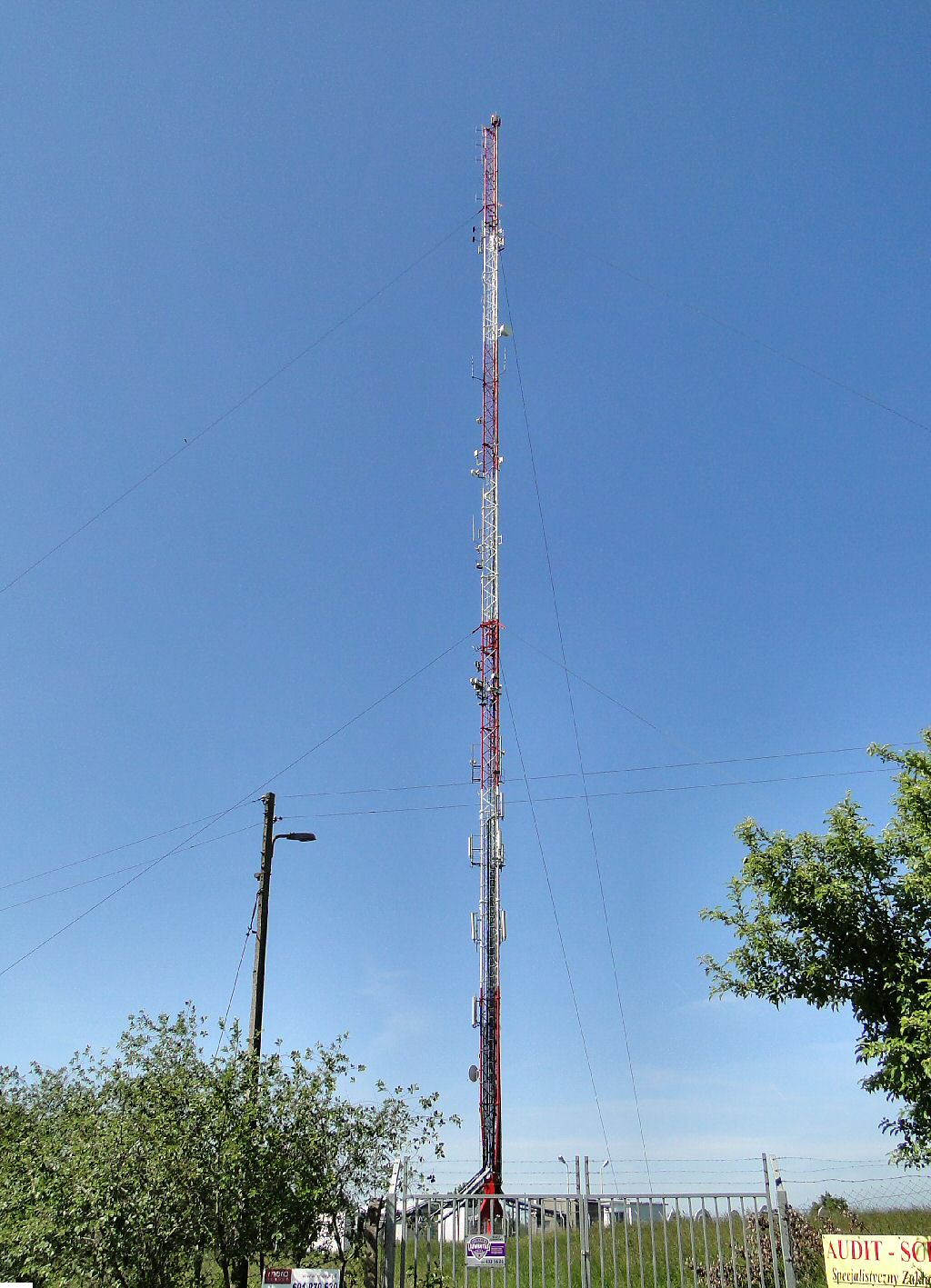
Sender Warszewo

Der Sender Warszewo (polnisch: RSN Warszewo) ist eine Sendeeinrichtung des polnischen Rundfunks in Warszewo (deutsch: Warsow), einem Vorort von Stettin.
Der Sender Warszewo ging 1949 als selbststrahlender Sendemast in Betrieb, der als Antenne einen 113 Meter hohen, gegen Erde isolierten abgespannten Stahlfachwerkmast mit dreieckigem Querschnitt verwendete. Die Sendefrequenz betrug bis 1950 1302 kHz, dann bis 1955 1259 kHz, zwischen 1955 und 1978 1304 kHz und nach Inkrafttreten des Genfer Wellenplans am 22. November 1978 1260 kHz. Der Sender Warszewo konnte wegen seiner Sendeleistung von 160 kW nachts leicht in weiten Teilen Europas empfangen werden.
Am 2. Januar 1998 wurde der Mittelwellensendebetrieb in Warszewo eingestellt und der Sendemast in einem UKW-Sendemast umgebaut. Hierfür wurde der Fußpunktisolator überbrückt und die Abspannseile wurden durch solche ohne Isolatoren ersetzt. Durch eine auf der Mastspitze montierte Antenne wuchs die Höhe des Sendemastes auf 114 Meter.

## Ausgestrahlte Programme
| Programm                             | Frequenz   | Sendeleistung (ERP) |
| ------------------------------------ | ---------- | ------------------- |
| Polskie Radio Program IV             | 88,40 MHz  | 1 kW                |
| Radio Złote Przeboje NA FALI 89,8 FM | 89,80 MHz  | 1 kW                |
| Radio Szczecin.fm                    | 94,40 MHz  | 0,5 kW              |
| Radio Eska Rock                      | 95,70 MHz  | 1 kW                |
| Polskie Radio Program II             | 96,30 MHz  | 1 kW                |
| Radio ESKA Szczecin                  | 96,90 MHz  | 1 kW                |
| TOK FM                               | 99,30 MHz  | 0,10 kW             |
| Radio Maryja                         | 101,60 MHz | 1 kW                |
| Radio Chilli Zet                     | 104,90 MHz | 0,16 kW             |

| Programm | Frequenz   | Sendeleistung (ERP) |
| -------- | ---------- | ------------------- |
| TV4      | 183,25 MHz | 0,5 kW              |